# Bylsjön
Bylsjön är en sjö i Haninge kommun i Södermanland som ingår i Tyresåns huvudavrinningsområde. Sjön är 2,7 meter djup, har en yta på 0,0468 kvadratkilometer och befinner sig 43,5 meter över havet. Bylsjön ligger i Tyresta nationalpark. Till skillnad från de andra sjöarna i Tyresta ingår Bylsjön i Tyresåns sjösystem medan de övriga tillhör Åvaåns sjösystem.
Bylsjön är opåverkad av övergödning och används som jämförelsesjö vid kalkning för att bekämpa försurning.

## Bilder

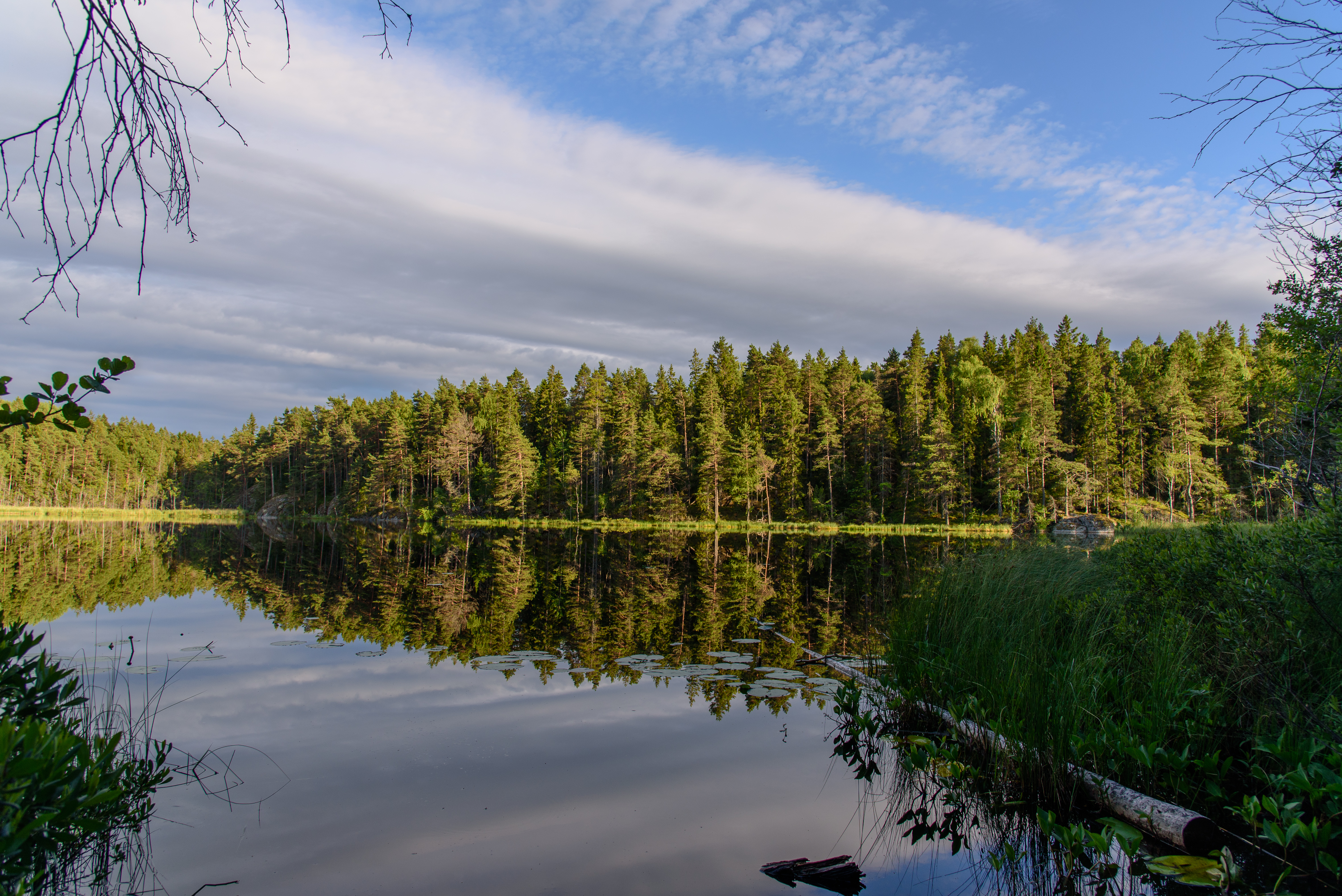
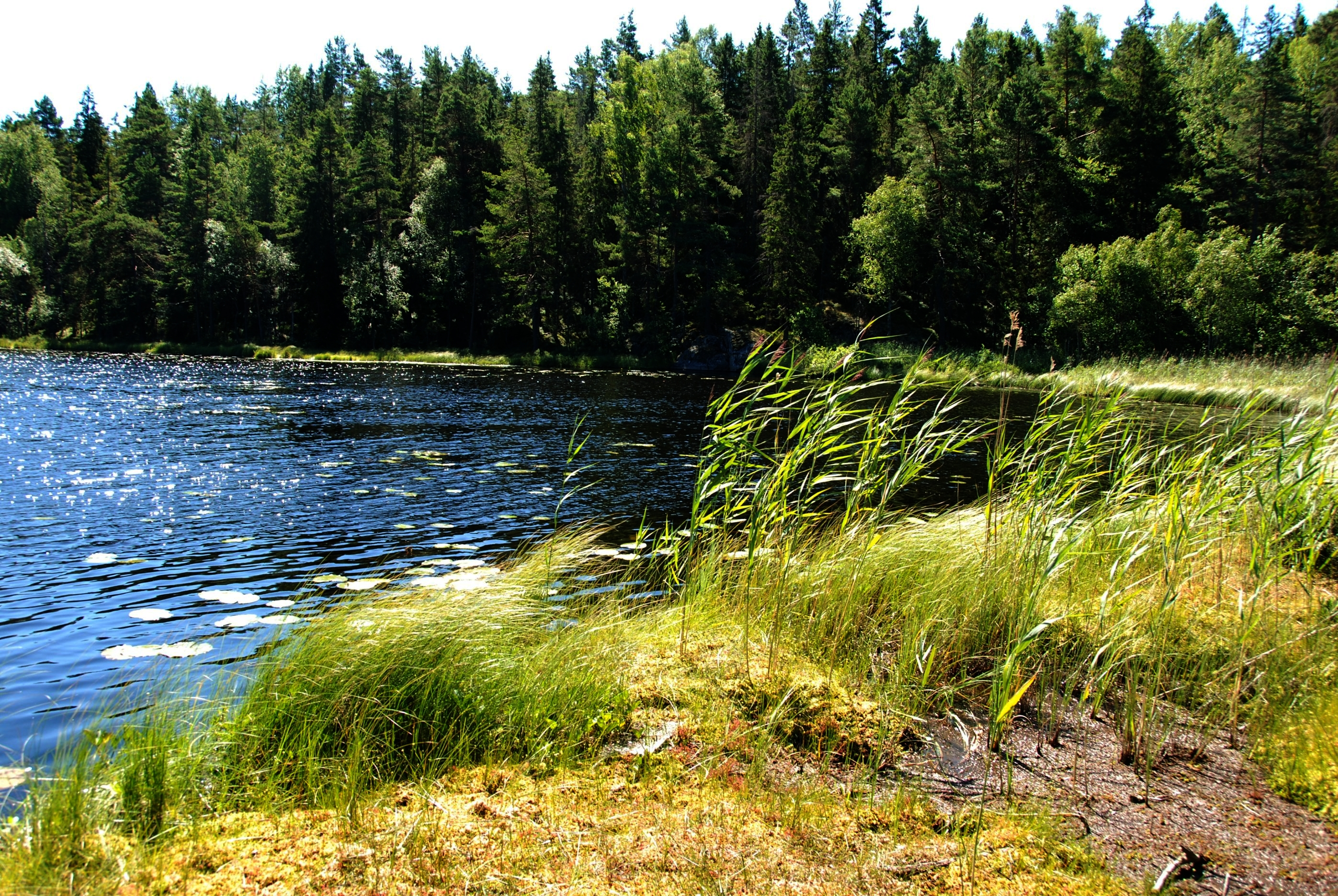
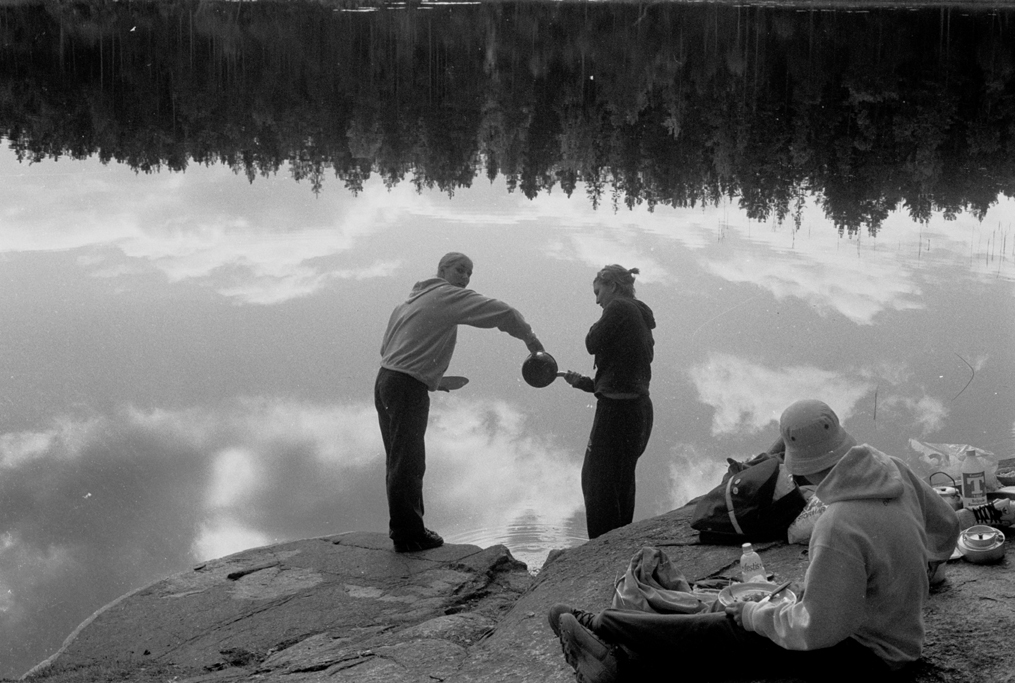

## Delavrinningsområde
Bylsjön ingår i delavrinningsområde (656397-164122) som SMHI kallar för Mynnar i Bylsjön. Medelhöjden är 59 meter över havet och ytan är 2,82 kvadratkilometer. Det finns inga avrinningsområden uppströms utan avrinningsområdet är högsta punkten. Vattendraget som avvattnar avrinningsområdet har biflödesordning 2, vilket innebär att vattnet flödar genom totalt två vattendrag innan det når havet efter 17 kilometer. Avrinningsområdet består mestadels av skog (62 procent). Avrinningsområdet har 0,42 kvadratkilometer vattenytor vilket ger det en sjöprocent på 1,5 procent. Bebyggelsen i området täcker en yta av 7,89 kvadratkilometer eller 29 procent av avrinningsområdet.